# Pósa Károly
Pósa Károly (Magyarkanizsa, 1970. július 24. – ) képzőművész, blogger, költő és prózaíró, a bennfentes.net főszerkesztője.

## Élete
A szabadkai gimnáziumi évek után Újvidéken, a Bölcsészettudományi Karon tanult. 1996-ban jelent meg első önálló, grafikáit tartalmazó kötete, Kanizsánerek címmel.
A vajdasági magyar és szerb nyelvű sajtóban rendszeresen publikál, feltűnnek rajzai, számos kiadványt illusztrált.
Szerbiában, Montenegróban, Szlovákiában és Magyarországon voltak kiállításai. Festészetéről Valkay Zoltán építész-közíró a következőket mondja:
„Igazi bácskai fauve-ista módjára vadul, mintegy tombolva keresi önön legbelső és felfokozott, néha indulatos de mindig együtt érző érzelmeinek piktúrális kifejezését. A megélt és átélt újrafogalmazását végzi: tapasztalatait elrajzolt színek nyelvén értelmezi. Élményábrázolásába annyira belefeledkezik, hogy felhordott színeinek harsányságát nem is igyekszik lágyítani: meghagyja a gesztus szintjén, a hirtelen mozdulat lenyomataként. És persze, hogy meghagyja, mert festészetében a rajzos mozdulat főszereplő. Mert hisz a mozdulat hitelességében…”
Több ízben meghívottja volt a szerbiai és a magyarországi festőtáboroknak, számos közös kiállítás részvevője.
Pósa Károly a magyarkanizsai Dobó Tihamér Képtár vezetője, a Délvidék legtöbbet idézett bloggere.
A Rákóczi Szövetség magyarkanizsai helyi szervezetének elnöke. Prózát és verset ír, naplója – Bácskai diárium néven – a szülőföldje történéseit irodalmilag és vizuálisan is földolgozza. Több ízben kapott szerbiai és magyarországi irodalmi és képzőművészeti díjat.
2021. májusában megalapítja a bennfentes.net kormányközeli médiaportált, melynek főszerkesztője, valamint a Bennfentes.net Média Kft. által ügyvezető-tulajdonosa. Ez volt az az oldal, amelyben egy Anonymusnak öltözött személy nagy lebuktatást ígért. Később kiderült, hogy Cseh Katalinról van szó, ám az ellene felhozott vádak nem voltak megalapozottak.  

## Könyvei
- Kanizsánérek - 1996 (Logos-Print, Tóthfalu)
- Botlató - esszék, válogatott írások 2017 (Logos-Print, Tóthfalu)

## Önálló tárlatai
- 1989 – Szabadka, Népkör
- 2010 – Djenovici, Montenegro
- 2010 - Királyhelmec, Bodrogközi és Ung-vidéki Kulturális Központ Mailáth József Regionális Múzeum Galéria, Szlovákia
- 1996, 2002, 2013, 2015 – Művészetek Háza, Magyarkanizsa
- 2014 – Dunakeszi
- 2015 – Tótkomlós, Bácsalmás, Katymár
- 2015 – Szeged, Egyetemi Galéria
- 2016 – Csepel, Városi Galéria, és Budapest, Litea Galéria
- 2017 – Tárnok, Városi Képtár
- 2017 – Kispiac-Királyhalom, Nagy László Galéria